# یوسف مساکنی
یوسف مساکنی (زادهٔ ۲۸ اکتبر ۱۹۹۰) بازیکن فوتبال اهل تونس است.
وی سابقه بازی در تیم‌های اسپرانس تونس، الدحیل و اوپن را دارد.